# San Fili
San Fili ist eine süditalienische Gemeinde und Stadt in der Provinz Cosenza in Kalabrien mit 2475 Einwohnern (Stand 31. Dezember 2023).

## Geographie
Das Gebiet liegt in der Nähe der östlichen Seite der Küstenkette. Es umfasst die Spitze des Mount Luta (1231 Meter) und den Emoli-Bach. Das Dorf erstreckt sich hauptsächlich über drei Hügel.

## Geschichte

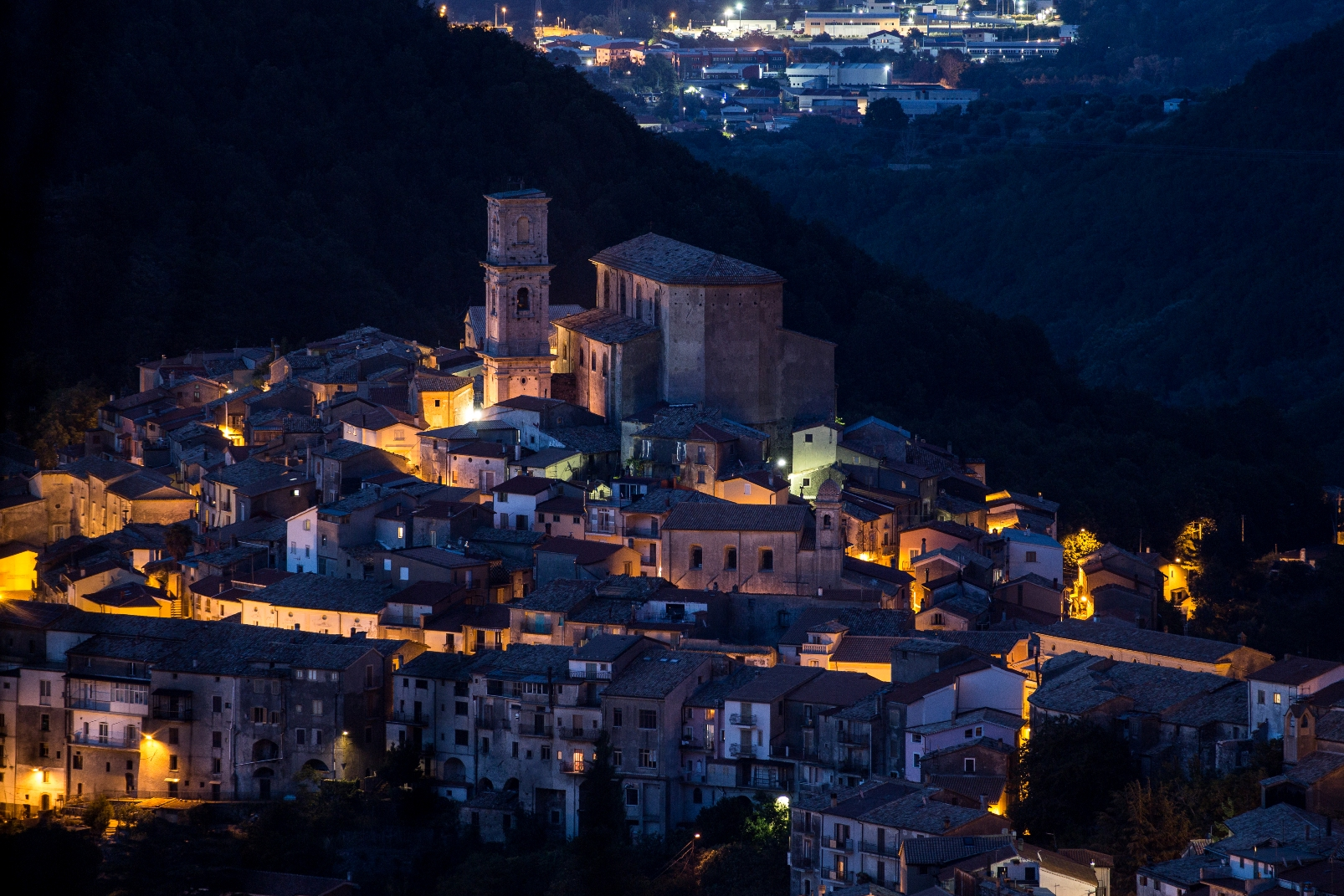
San Fili

Der Ort hieß einst Terra Sancti Felicis, vermutlich zu Ehren von San Felice, einem Heiligen, dem die Bevölkerung in der damaligen Pfarrkirche huldigte. Der Name San Fili kam später und im 15. Jahrhundert wurde die Stadt Teil der Grafschaft Rende, die von 1445 bis 1529 den Dogi Adorno von Genua gehörte Ab 1532 wurde Rende (und damit San Fili) zu einer Markgrafschaft erhoben und Ferrente de Alarcone als Lehen gegeben.
San Fili hat eine Fraktion und zwei Bezirke von einiger Bedeutung: die Fraktion Bucita und die Bezirke Frassino und Cozzi. Sie machten San Fili berühmt Vincenzo Miceli Professor für Verfassungsrecht und dann für Rechtsphilosophie an der Universität von Pisa, Palermo und Perugia, und wieder Alfonso Miceli, sein Bruder (1855–1940), Präsident des Berufungsgerichts von Neapel, beide Eingeborene von San Fili und das Zugehörig zur gleichnamigen Baronialfamilie von Miceli di Serradileo. In jüngerer Zeit von Baron Marcello Miceli (1918–1992), Gentleman Seiner Heiligkeit Paul VI., Johannes Paul I. und Johannes Paul II., und Ritter der Gnade und Hingabe des Souveränen Malteserordens.
Mehrere Sanfilesi sind Auswanderer in Kanada und in Vereinigten Staaten von Amerika, und eine beträchtliche Anzahl auch in Südamerika (Argentinien und Brasilien) sowie viele Auswanderer in europäischen Ländern wie Deutschland und Schweiz. Heute sind die Nachkommen von Sanfilesi-Auswanderern eine große Zahl; Ein Beispiel ist die kanadische Gemeinschaft, die anscheinend 6.000 Einheiten erreicht hat.

## Denkmäler und Sehenswürdigkeiten

### Religiöse Architektur
- Die Mutterkirche Santissima Annunziata.
- Die Kirche des Rückzugs.
- Die Kirche des Heiligen Geistes.
- Die Kirche Sant’Antonio Abate.
- Die Kirche des Carmine.
- Die Kirche Santa Lucia.

## Kultur

### Traditionen
Die Gemeinde San Fili ist als „Stadt der Magare“, Kreaturen, die in weiten Teilen Süditaliens als Hexen identifiziert werden, bekannt. In Wirklichkeit sind sie keine Zauberer: In San Fili waren die „Magare“ Frauen, die heutzutage als Naturheilkundlerinnen oder Kräuterkundige bezeichnet werden. Mit dem Unterschied, dass sie neben dem Wissen um Kräuter und Naturheilmittel auch über Volksweisheiten, eine ausgeprägte Religiosität und einen suggestiven Charme verfügen.

### Ereignisse
Im August findet eine kulturelle und gastronomische Veranstaltung namens „Notti delle Magare“ statt.

## Wirtschaft
Die Wirtschaft des Territoriums basiert hauptsächlich auf der Nutzung der Wälder.

## Infrastruktur und Verkehr
Die Hauptstraße der Stadt ist die Via XX Settembre.
Die Staatsstraße 107 Silana Crotonese verbindet das Gebiet von San Fili mit Cosenza, mit der Universität von Kalabrien, mit der Autobahn A2 Salerno-Reggio Calabria in einem Umkreis von 20 Kilometern.
San Fili hatte seit 1915 einen Bahnhof an der 1987 eingestellten Zahnradbahn Paola–Cosenza.

## Sport
- San Fili Calcio 1926 spielt in der Meisterschaft Kalabriens.

## Persönlichkeiten
Der Singer-Songwriter Dario Brunori, die Tänzerin Mariafrancesca Garritano und der Politologe Gianluca Passarelli stammen aus San Filesi.

## Galerie

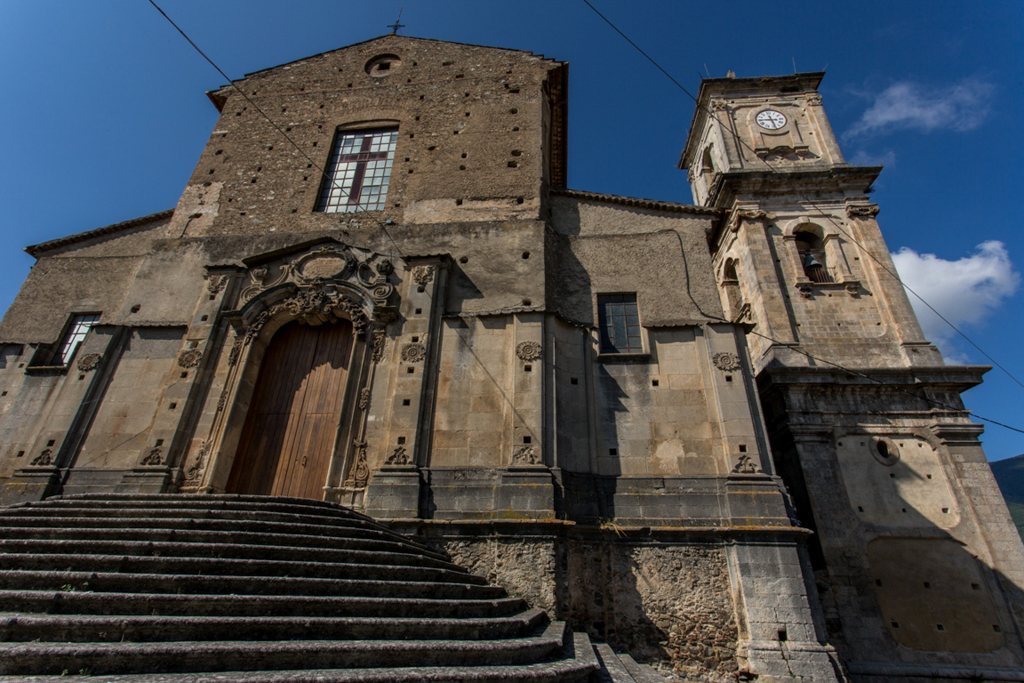
Chiesa Madre Santissima Annunziata
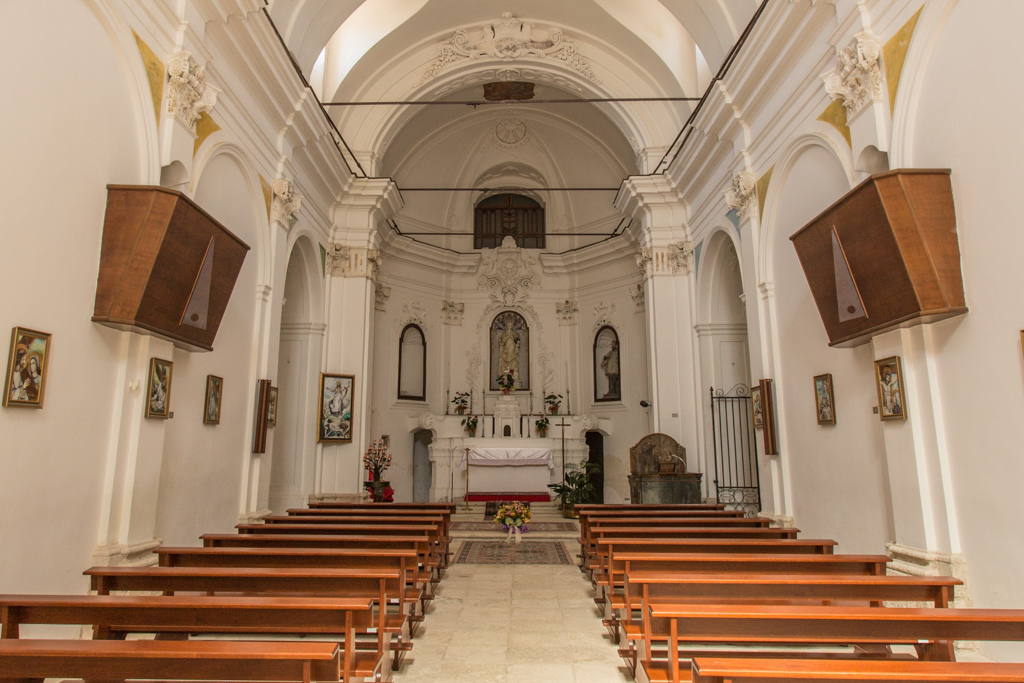
Innenraum der Retiro-Kirche
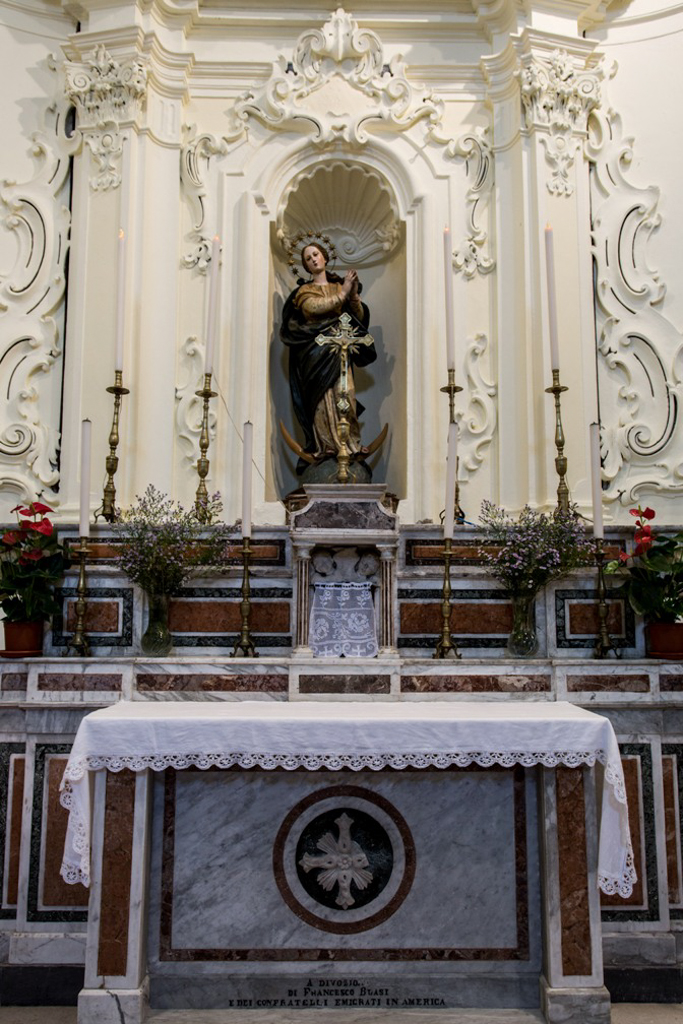
Kirche der Unbefleckten Empfängnis
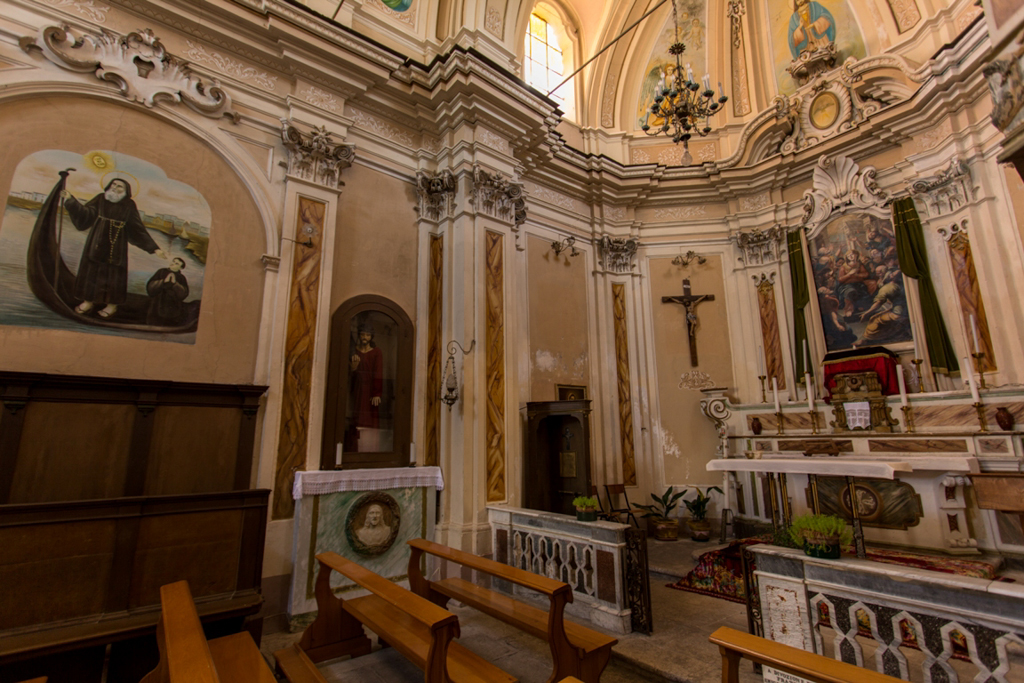
Innenraum der Kirche Spirito Santo
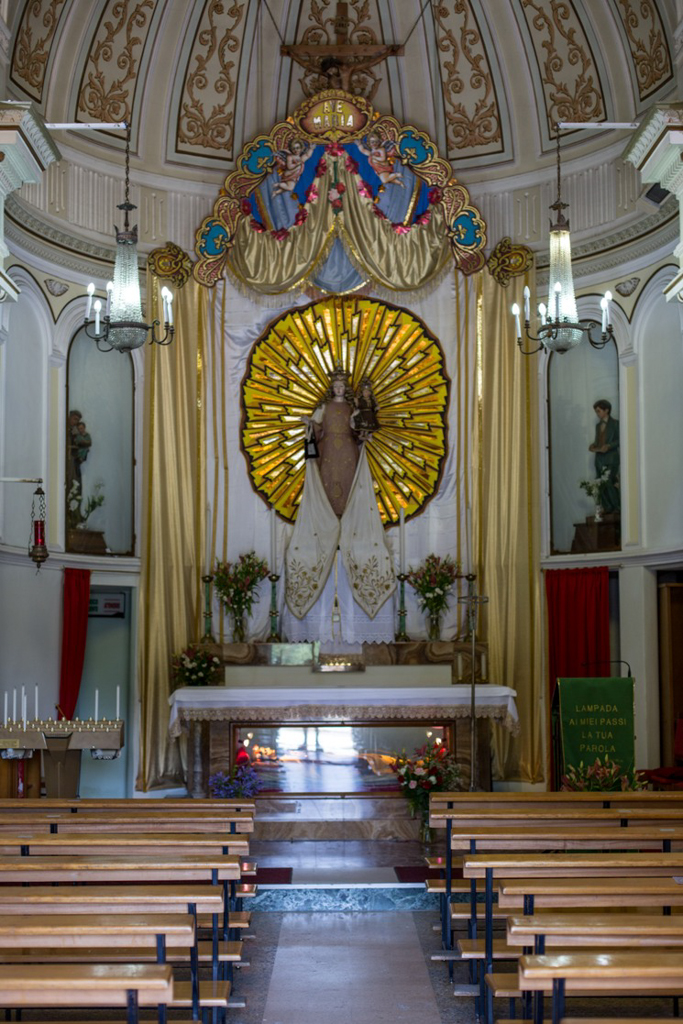
Kirche der Madonna del Carmelo
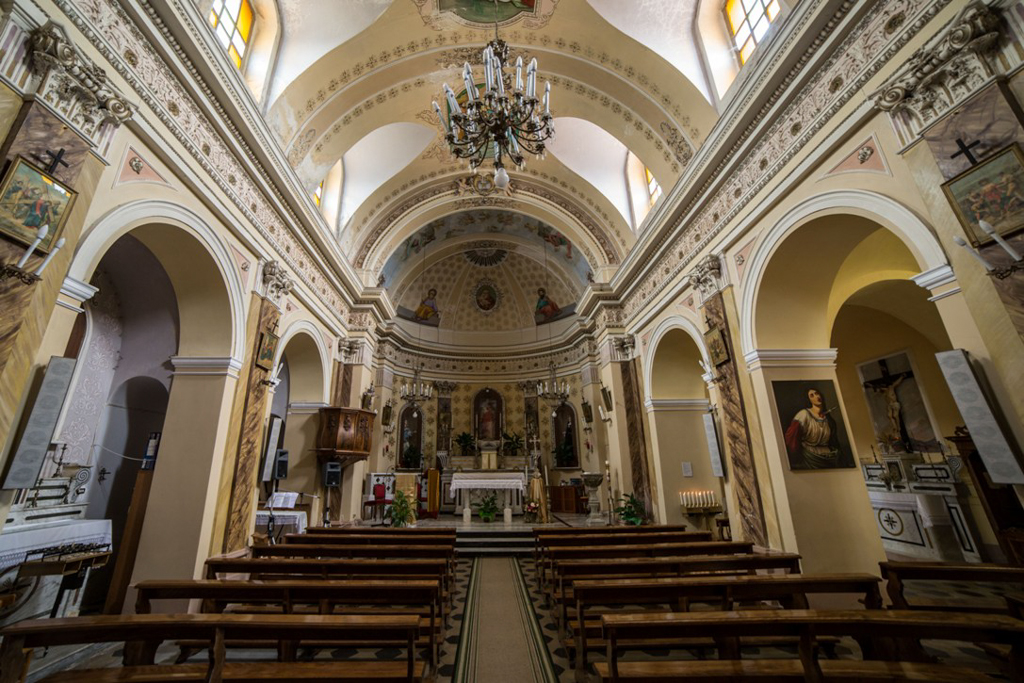
Kirche Santa Lucia
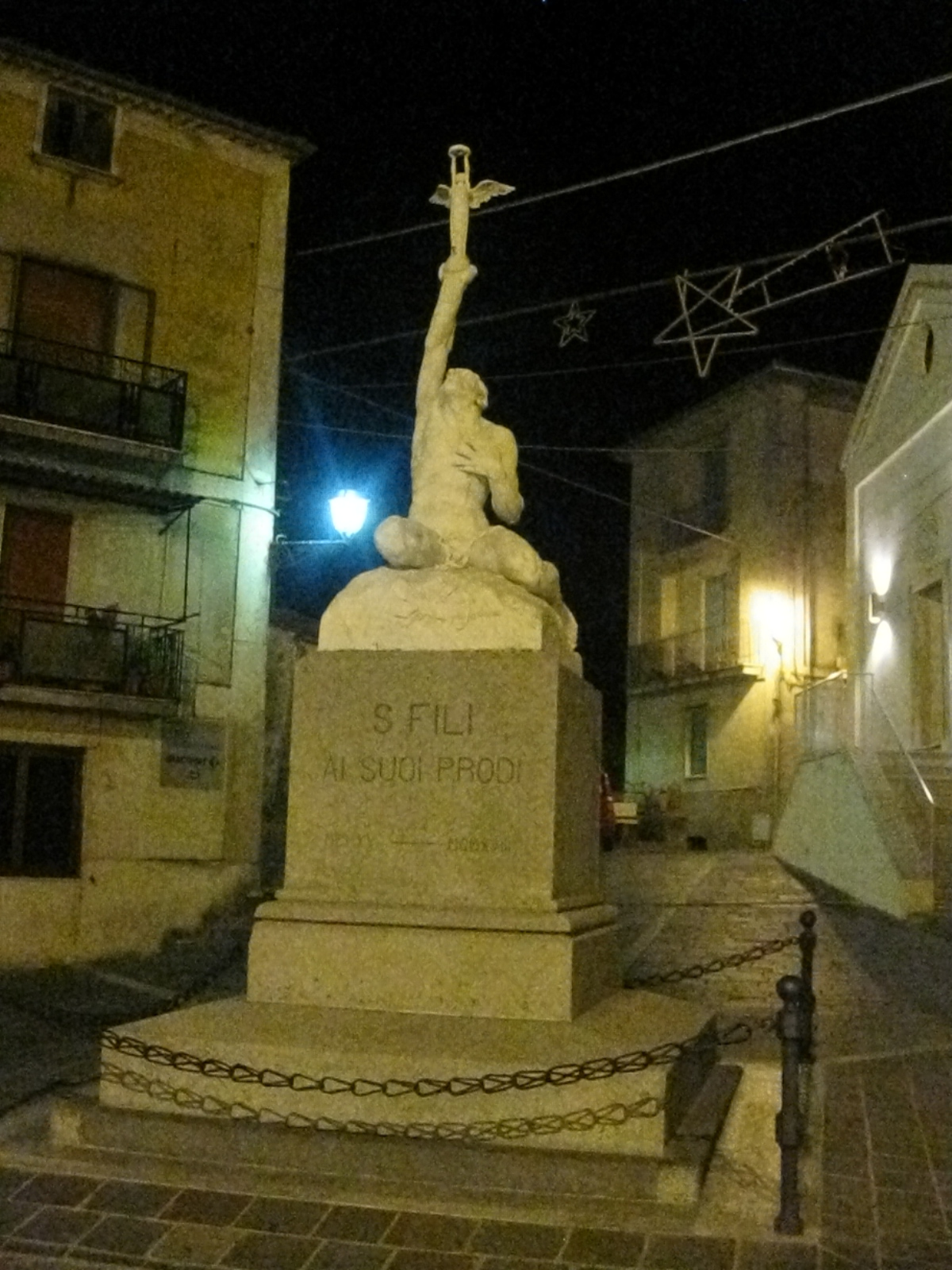
Denkmal für die Gefallenen
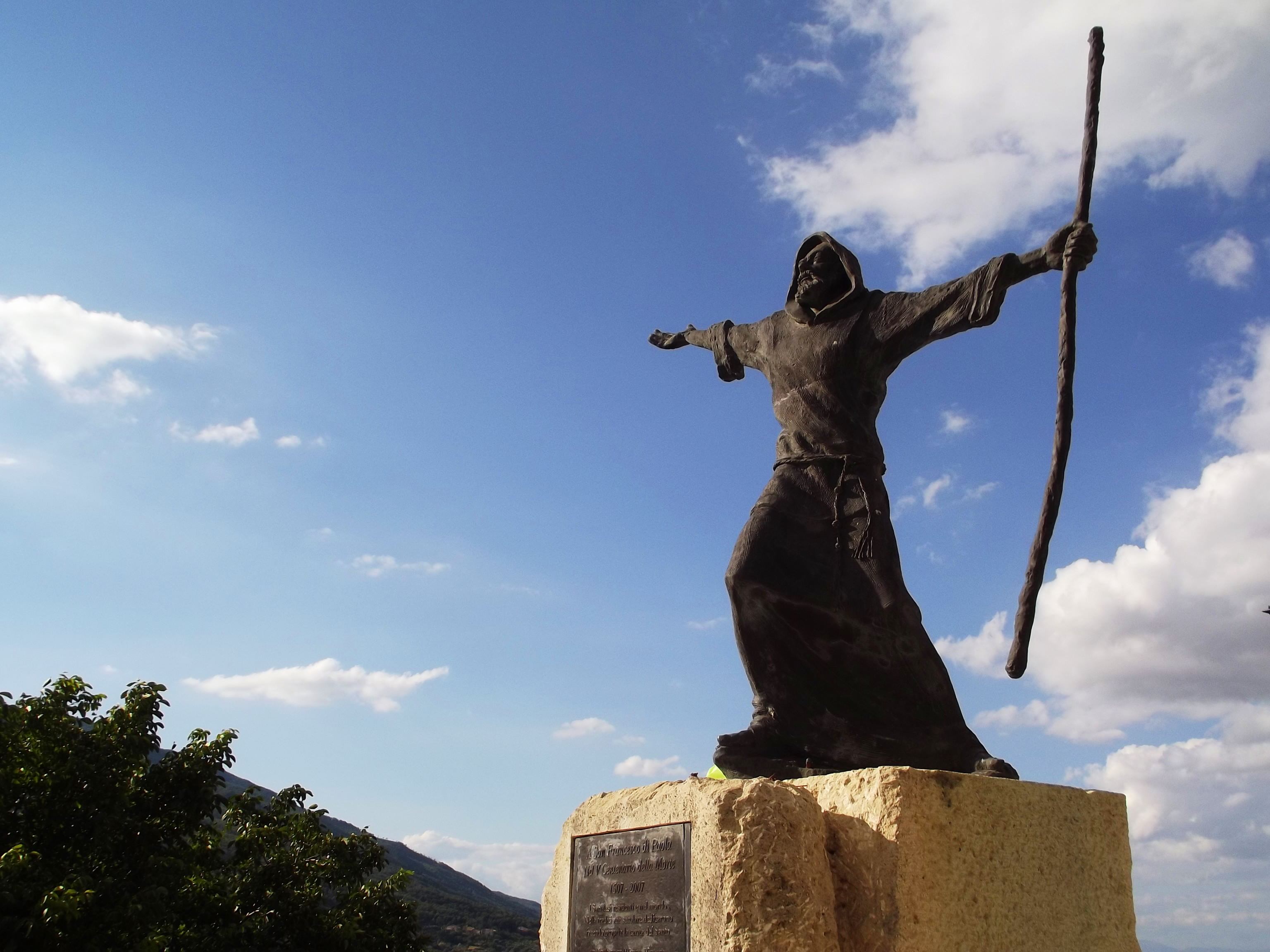
Statue von San Francesco di Paola
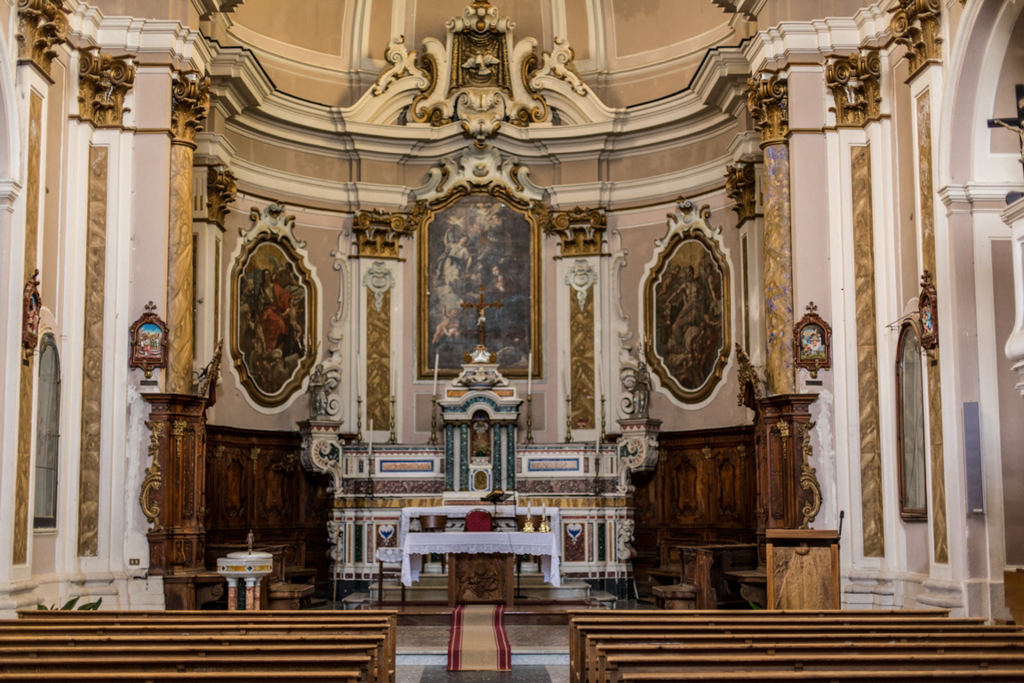
Chiesa Madre Santissima Annunziata
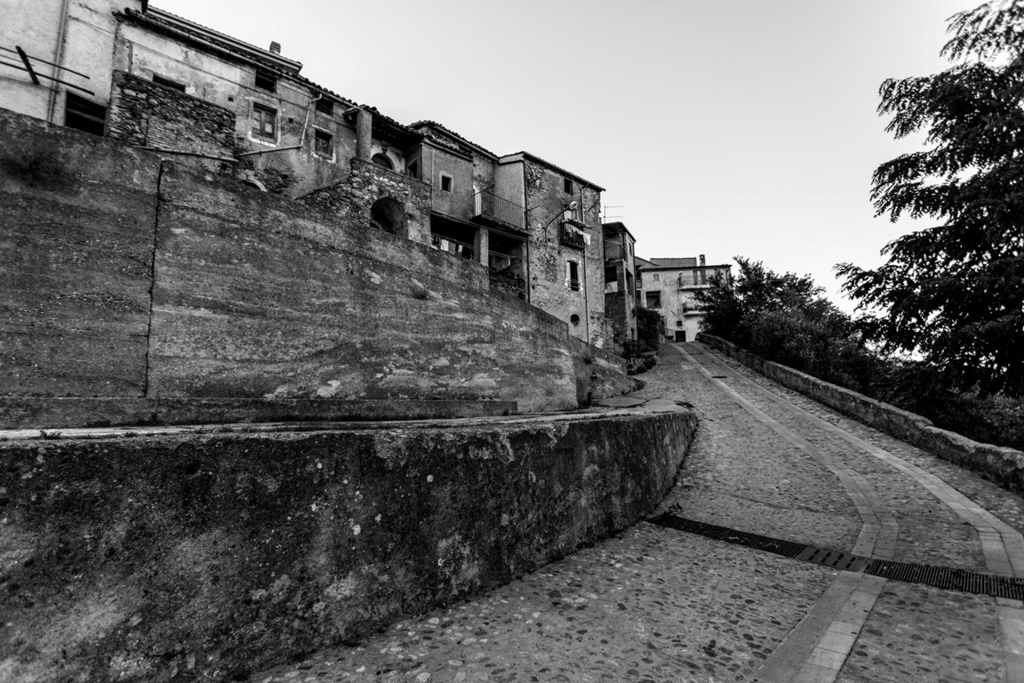
Via Casalini (Bucita)
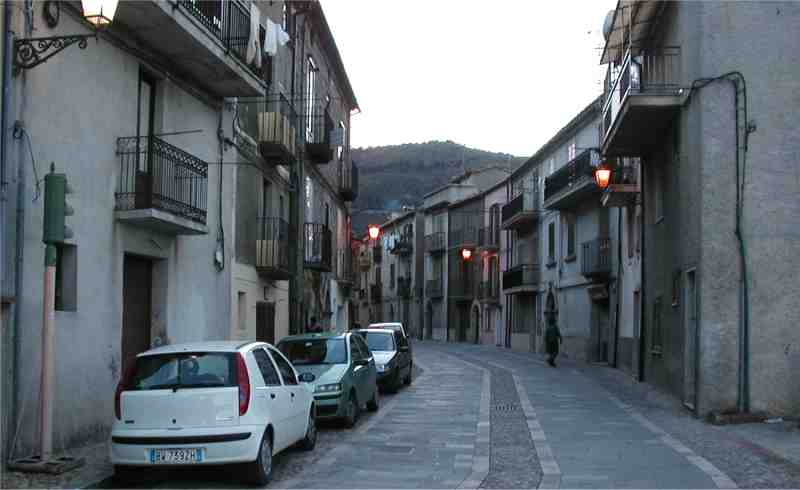
Via XX Settembre
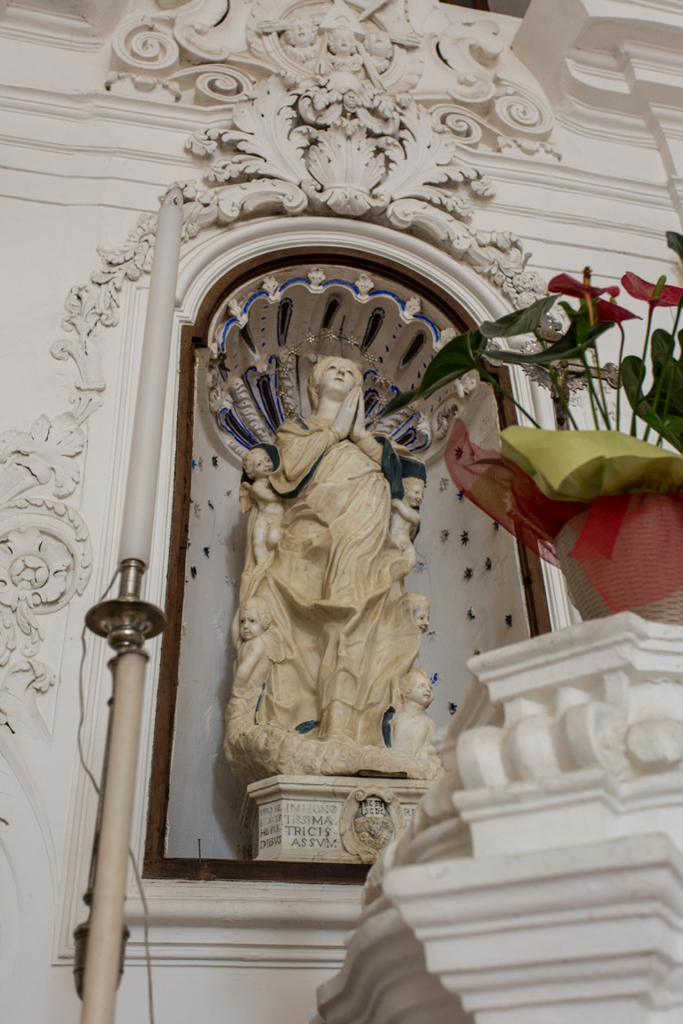
Statue von Santa Maria degli angeli